# 小行星26356
小行星26356（26356 Aventini）是一颗绕太阳运转的小行星，为主小行星带小行星。该小行星于1998年12月26日发现。

## 轨道参数
小行星26356的轨道半长轴为2.7299135 UA，离心率为0.208。